# Fallopia scandens
Espèce
Fallopia scandens, la Renouée grimpante, est une espèce de plantes à fleurs de la famille des Polygonaceae, endémique d'Amérique du Nord.

## Description

### Appareil végétatif
C'est une herbacée pérenne ou annuelle, non rhizomateuses, mesurant de 1 à 5 m. Les tiges scandent ou sont tentaculaires, librement ramifiées, herbacées, glabres ou papilleuses à scabreuses, non glauques. Les feuilles ont l'ochréa généralement caduque, tan ou marron, cylindrique à funnelforme, de 1 à 6 mm, aux bords obliques, la face non frangée de poils réfléchis et de soies minces à la base, sinon glabre ou scabre ; le pétiole mesure 0,5 à 10 cm, glabre ou scabreux en lignes ; la lame est cordée, tronconique-deltée ou hastée, long de 2 à 14 cm et large de 2 à 7 cm. La base est cordée, les bords ondulés, scabreux, l'apex acuminé, faces abaxiales et adaxiales sont glabres ou papilleuses à scabrides, non glauques, l'abaxiale rarement minutieusement pointillée.

### Appareil reproducteur

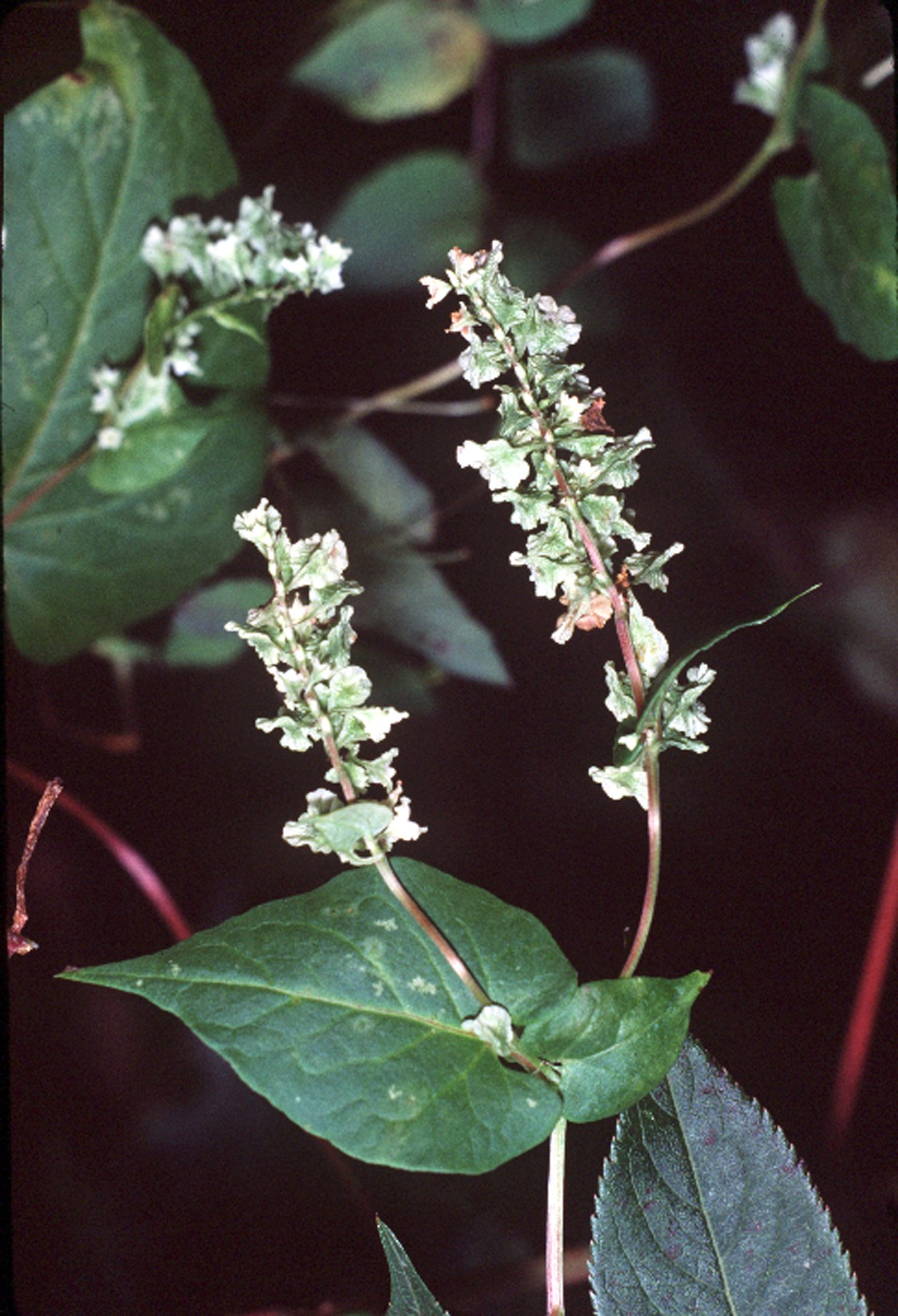
Inflorescences.

Les inflorescences sont axillaires, dressées ou étalées, racémeuses, de 1 à 28 cm, les axes scabreux ; le pédoncule, scabreux, est long de 0,1 à 7 cm ou est absent. Les pédicelles sont ascendants ou étalés à réfléchis, articulés distalement, mesurant 4 à 8 mm, glabres. Les fleurs sont bisexuées, de trois à six par fascicule ; le périanthe est accrescent dans le fruit, vert à blanc ou rosâtre, mesurant 3,8 à 8 mm y compris la base stippelée, glabre ; les tépales sont elliptiques à obovales, l'apex obtus à aigu, les trois externes ailés ; il y a huit étamines ; les filaments sont aplatis proximalement, pubescents proximalement ; les styles sont connés ; les stigmates capités.
Les fruits sont des akènes inclus, brun foncé à noir, longs de 2 à 6 mm et larges de 1,4 à 3,5 mm, brillants et lisses ; le périanthe fructifère est glabre, aux ailes ondulées ou plissées, rarement plates, de (0,7-)1,5-2,1 mm de large, décurrentes sur la base stipélique presque jusqu'à l'articulation, les bords ondulés-crennelés à incisés ou lacérés, rarement entiers. 
Les cellules diploïdes comptent vingt chromosomes (2n = 20).

### Confusions possibles
F. scandens et F. cristata, toutes deux originaires d'Amérique du Nord, et F. dumetorum, originaire d'Europe, sont trois espèces très proches. Les caractères de l'akène et du périanthe permettent de les distinguer, mais des morphologies variables et intergradantes ont amené les taxonomistes à les combiner diversement. De nombreux spécimens d'herbiers nord-américains attribués à F. dumetorum pourraient être mal identifiés. 
F. cristata se distingue de F. scandens et F. dumetorum par ses périanthes fructifères plus petits (mesurant 5 à 9 mm) portant des ailes plus étroites (de 1,2 à 1,7 mm de large), ondulées-crénelées ou lacérées, et des akènes plus petits (de 2,1–2,7 mm). Les formes extrêmes sont facilement identifiables ; certains spécimens passent progressivement à F. scandens, ce qui rend la reconnaissance de F. cristata d'une utilité discutable. F. cristata pourrait être une variété de F. scandens.

## Taxonomie
L'espèce a été initialement classée dans le genre Polygonum sous le basionyme Polygonum scandens par le naturaliste suédois Carl von Linné en 1753. Elle est déplacée dans le genre Fallopia par Josef Holub en 1971, sous le nom correct Fallopia scandens.
Ce taxon porte en français le noms vernaculaire ou normalisé « Renouée grimpante ».

### Liste des taxons de rang inférieur
Liste des variétés selon GBIF (27 mai 2021) :
- Fallopia scandens var. cristatum (Engelm. & Gray) Gleason
- Fallopia scandens var. scandens

### Synonymes
Fallopia scandens a pour synonymes :
- Anredera scandens (L.) Moq.
- Bilderdykia scandens (L.) Greene
- Bilderkya scandens (Linnaeus) Greene
- Fagopyrum scandens Gross
- Helxine scandens Raf.
- Polygonum dumetorum var. scandens (L.) A.Gray
- Polygonum scandens L.
- Polygonum scandens var. scandens
- Reynoutria scandens (L.) Shinners
- Tiniaria scandens (L.) Small